# Vellozia crinita
Vellozia crinita är en enhjärtbladig växtart som beskrevs av Goethart och Johannes Jan Theodoor Henrard. Vellozia crinita ingår i släktet Vellozia och familjen Velloziaceae. Inga underarter finns listade.